# Журналистика мнения
Журналистика мнения – способ донести информацию до аудитории, добавляя собственные комментарии к фактам, тем самым влияя на чувства и эмоции читателя.

## Журналистика мнения
Основная задача журналистики мнения – объяснить аудитории, как именно нужно интерпретировать событие. В материале обязательно должна присутствовать оценка произошедшего, поэтому читателю не нужно делать свои выводы. В эпоху развития интернета потребителей контента интересуют именно комментарии компетентных людей. Примером может служить американский политический журналист из Washington Post Роберт Коста, чья страница в Twitter очень популярна именно из-за его личных взглядов на новости. Также стоит обратить внимание на The Upshot, веб-сайт NYT, где журналисты анализируют новости со своей точки зрения, и любой желающий может прочитать статью с независимым мнением. Анна Добл, цифровой редактор в BBC World Service, утверждает, что в том случае, если сотрудники издания обладают достаточным опытом, чтобы понимать, где находится та черта, через которую нельзя переступать, им необходимо демонстрировать свои знания и мнения, и этого не нужно бояться. Это значит, что журналист должен понимать всю возложенную на него ответственность и следовать профессиональной этике, становясь лидером мнений в социальных сетях.

## Критика журналистики мнения
Некоторые журналисты считают, что на данный момент журналистика во всем мире склонна анализировать имеющиеся факты и преподносить аудитории уже готовое мнение.

К сожалению, журналистика сегодня, на мой взгляд, не только российская, а вообще журналистика в мире – это в основном журналистика мнений, а не журналистика информации. Каждый журналист почему-то считает важным не рассказать вам о том, что происходит, то есть не показывать вам наиболее широко и сбалансированно информацию, а хочет обязательно сказать вам, что он думает по этому поводу.— В. В. Познер
Такой способ информирования нарушает принцип объективности, один из главных в журналистике, люди не получают полной картины мира, а видят ее глазами корреспондента.
Политика таких крупных медиакомпаний, как BBC и The Times, заключается в том, чтобы показать читателям новость с разных сторон, захватить все ее аспекты и дать возможность людям самим прийти к каким-либо выводам.
Сима Котеча, репортер BBC, придерживается следующего мнения относительно формы подачи новостей:

Эти люди достаточно умны, чтобы иметь свое мнение о событиях, и не нуждаются в подсказках. Им необходимо такое СМИ, которое беспристрастно покажет им обе стороны одной и той же проблемы – именно это предлагает BBC.
Оригинальный текст (англ.)These are people intelligent enough to make up their own minds about current affairs, and who are not looking for any kind of spin. They require a lack of bias, a medium that gives them both sides of the story - which is what the BBC provides.

Пол Хейс, генеральный директор The Times, занимается разработкой стратегии маркетинга для газеты и уже сформировал ее современный образ:

Мы стараемся доказать людям, что сейчас это очень современная газета. Мы даже изменили редакционную политику газеты, чтобы дать более точное отображение британского общества. Благодаря преобразованиям Блэра в политическом отношении сегодняшняя Великобритания стала более центристским обществом. И долг «хроникера» отразить это. Поэтому мы не излагаем никаких доктрин в своих материалах. Мы предлагаем новости и даем их глубинный анализ, но не комментируем.
Оригинальный текст (англ.)We certainly strive to make people understand that this is now is a very modern newspaper. Even our editorial stance has evolved to mirror British society. Thanks to the Blair revolution, Britain today is a much more centrist society, politically speaking. And as "the paper of record", we have a duty to reflect that. So we don't have a doctrine on a story. We give you the news and you analysis and depth, but we don't spin it.

## Принцип объективности в журналистике
Проблема объективности непосредственно связана с правильной трактовкой фактов и их взаимосвязей, а также с вопросом аргументированности и убедительности разъяснения информации, полученной в результате анализа выводов, суждений и предложений. Необходимо различать сообщения о каких-либо фактах, позициях или намерениях и комментарии – собственное мнение о событии. Объективность тесно связана с прадивостью, под которой подразумевается точное представление фактов жизни. Факт является достоверным знанием о произошедшем, при этом особо важную роль играют сведения, полученные журналистом непосредственно с места событий.

## Журналистика факта
Журналистика мнения также может являться пропагандой, например, идеологии, как это было в СССР. В то время существовало два вида СМИ: прополитические и запрещенные оппозиционные. В первом случае журналисты защищали режим и пропагандировали коммунизм, нападая на недовольных; во втором случае главной задачей было настроить аудиторию против власти. У людей не было права иметь собственное мнение насчет происходивших событий, они должны были подчиняться государству. Однако в период перестройки в стране появляется информационный кооператив «Факт», который впоследствии становится издательским домом «Коммерсантъ». Первоначально организация была создана в формате информационно-справочной службы с целью «снабжать своих потенциальных читателей…фактами». С этого момента начинается новый этап в журналистике России. Главный редактор и основатель «Коммерсанта» Владимир Яковлев следовал принципу западной журналистики: «Факты - отдельно, мнения - отдельно». Теперь читатели получали исключительно факты, которые должны были интерпретировать сами. Такая тенденция распространилась на радио и телевещание. Однако с развитием интернета стало появляться большое количества СМИ, и информация перестала быть дефицитом, поэтому журналистика мнения опять стала востребована. Людям стал интересен не сам факт, а объяснение его значимости, причин и последствий.